# サラマンカ・ポンティフィシア大学
サラマンカ・ポンティフィシア大学（スペイン語: Universidad Pontificia de Salamanca）は、スペイン・カスティーリャ・イ・レオン州サラマンカ県サラマンカに本部を置く私立大学。カトリック大学（教皇庁立大学）である。サラマンカとマドリードにキャンパスを有する。

## 歴史
1218年にはサラマンカ大学（現存するスペイン最古）が設立されている。17世紀には前身となるイエズス会の神学校がサラマンカに設立されている。1854年にはスペイン女王イサベル2世がサラマンカ大学の神学部と教会法学部を分離する決議を行った。ローマ教皇ピウス12世は新たな教皇庁立大学の設立を決定し、サラマンカに神学部と教会法学部を復活させることとしたため、1940年9月25日にサラマンカ・ポンティフィシア大学が設立された。

## 学科

### サラマンカキャンパス
- 教会法学
- 体育学・スポーツ学
- コミュニケーション学
- 社会教育学
- 看護学
- 哲学
- 聖書哲学
- 人文学
- コンピュータ科学・コンピュータ工学
- 言語療法学
- 幼児教育学
- 初等教育学
- 教育学
- ジャーナリズム学
- 心理学
- 広告学

### マドリードキャンパス
- 建築学
- 建築工学
- コンピュータ科学・コンピュータ工学
- 産業管理工学
- 看護学
- 整骨治療学
- 理学療法学
- 社会学